# Millonfosse
Millonfosse település Franciaországban, Nord megyében. Lakosainak száma 708 fő (2022. január 1.). Millonfosse Rosult, Tilloy-lez-Marchiennes, Bousignies, Hasnon és Saint-Amand-les-Eaux községekkel határos.

## Népesség
A település népességének változása:
| Lakosok száma | 658  | 691  | 720  | 715  | 716  | 718  | 715  | 711  | 708  |
|               | 2013 | 2015 | 2016 | 2017 | 2018 | 2019 | 2020 | 2021 | 2022 |